# 馬里科帕村 (亞利桑那州)
馬里科帕村（英語：Maricopa Village）是位於美國亞利桑那州馬里科帕縣的一個非建制地區。該地的面積和人口皆未知。

## 地理
馬里科帕村的座標為33°22′17″N 112°14′16″W / 33.37139°N 112.23778°W，而該地的平均海拔高度為298米（即978英尺）。